# Lymeon maculipes
Lymeon maculipes är en stekelart som först beskrevs av Cameron 1904.  Lymeon maculipes ingår i släktet Lymeon och familjen brokparasitsteklar. Inga underarter finns listade i Catalogue of Life.